# Methodistischer Friedenspreis
Der Methodistische Friedenspreis (englisch: World Methodist Peace Award) ist die höchste Auszeichnung, die methodistische und wesleyanische Kirchen weltweit vergeben.
Er wird seit 1977 jedes Jahr vom Weltrat methodistischer Kirchen (World Methodist Council) an Personen und Organisationen verliehen, die durch Mut, Kreativität und Konsequenz außergewöhnlich zu Versöhnung und Frieden beitragen.

## Preisträger
- 1977: Saidie Patterson, Nordirland
- 1978: Anwar Sadat, Ägypten
- 1980: Abel Hendricks, Südafrika
- 1981: Donald Soper, Großbritannien
- 1983: Kenneth Mew, Simbabwe
- 1984: Tai-Young Lee, Korea
- 1985: Jimmy Carter, USA
- 1986: Sir Alan Walker, erster Direktor für Evangelisation des Weltrats methodistischer Kirchen, und Lady Winifred Walker, Australien
- 1987: Woodrow B. Seals, Richter und Friedensaktivist, und Bert Bissell
- 1988: Gordon Wilson, Nordirland
- 1990: Michail Gorbatschow, UdSSR
- 1991: Bärbel Bohley, Deutschland
- 1992: Zdravko Beslov, Superintendent der Methodistenkirche in Bulgarien
- 1994: Bischof Elias Chacour, Palästina
- 1996: Mmutlanyane Stanley Mogoba, Südafrika
- 1997: Gemeinschaft Sant’Egidio, Italien
- 1998: Kofi Annan, Ghana
- 1999: Madres de Plaza de Mayo, Argentinien
- 2000: Nelson Mandela, Südafrika
- 2001: Evangelist Joseph Rice Hale, USA
- 2002: Boris Trajkowski, Mazedonien
- 2003: Casimira Rodríguez, Kämpferin für die Rechte der Hausangestellten in Lateinamerika, ehemalige Justizministerin von Bolivien
- 2004: Millard Fuller, Gründer von Habitat for Humanity International, USA
- 2005: Bischof Lawi Imathiu, Kenia
- 2006: Sunday Mbang, Nigeria
- 2007: Harold Good, Nordirland
- 2008: Nonne Schwester Helen Prejean, Kämpferin gegen die Todesstrafe und Gefangenenseelsorgerin, USA
- 2009: Jeannine Brabon, Kolumbien
- 2011: Rosalind Colwill, Nigeria
- 2012: Joy Balazo, Philippinen
- 2013: Marion und Anita Way, Missionare in Angola and Brasilien
- 2014: Hugh und Shirliann Johnson, Algerien
- 2015: Jo Anne Lyon, USA
- 2017: Familie Nassar und ihr Friedensprojekt „Zelt der Völker“, Palästina
- 2017: Opera per le Chiese Evangeliche Metodiste in Italia für die Flüchtlingsarbeit in Italien
- 2018: Inderjit Bhogal, Vereinigtes Königreich
- 2019: James T. Laney, USA
- 2020: Bischof John K. Yambasu, Sierra Leone
- 2021: Olav Pärnamets, Estland
- 2022: Ebenezer Joseph, Sri Lanka